# بي. وليامز
بي. وليامز (بالإنجليزية: P. J. Williams)‏ (و. 1993  م) هو لاعب كرة قدم أمريكية، من الولايات المتحدة، ولد في أوكالا، فلوريدا، يلعب كظهير خلفي ‏.

## التعليم
تعلم في Vanguard High School ‏.